# Tufão Tip
O tufão Tip ou Warling foi o maior e o mais intenso ciclone tropical já registrado. Sendo o décimo nono sistema tropical nomeado, o décimo segundo tufão e o terceiro super tufão da temporada de tufões no Pacífico de 1979, Tip formou-se de uma perturbação num cavado de monção em 4 de Outubro perto de Pohnpei. Inicialmente, uma tempestade tropical ao seu noroeste impediu o desenvolvimento e o deslocamento de Tip, embora a tempestade tenha se afastado para uma região mais ao norte e Tip foi capaz de intensificar-se. Após passar por Guam, o sistema fortaleceu-se rapidamente e alcançou o pico de intensidade com ventos máximos sustentados de 305 km/h (190 mph) e uma pressão atmosférica de 870 mbar (hPa) ao nível do mar em 12 de Outubro, sendo a menor pressão atmosférica já registrada ao nível do mar. Durante seu pico de intensidade, Tip também foi o maior ciclone tropical em tamanho, com um recorde de 2 220 km de diâmetro. O tufão enfraqueceu-se lentamente assim que continuou a seguir para oeste-noroeste e depois começou a seguir para nordeste sob a influência de um cavado em aproximação. Tip fez landfall no sul do Japão em 19 de Outubro e tornou-se um ciclone extratropical pouco depois.
Aviões de reconhecimento sobrevoaram o tufão em 60 missões, fazendo de Tip um dos ciclones tropicais mais observados in situ de todos os tempos. A chuva do tufão causaram o colapso de um dique de retenção de enchentes no campo de treinamento do Corpo de Fuzileiros Navais dos Estados Unidos da América na prefeitura de Kanagawa, Japão, levando a um incêndio que feriu 68 e matou 13 Fuzileiros Navais. Em outros lugares do Japão, Tip causou enchentes generalizadas e 42 mortes. Outros 44 morreram ou ficaram desaparecidos devido ao mar agitado ao largo da costa.